# ماساشی ناکایاما
ماساشی ناکایاما (به انگلیسی: Masashi Nakayama) بازیکن فوتبال اهل ژاپن و عضو تیم ملی فوتبال ژاپن است که در تاریخ ۳۱ ژوئیه ۱۹۹۰ میلادی اولین بازی ملی‌اش را انجام داد. او در ۵۳ بازی ملی حضور داشت و آخرین بازی ملی خود را در تاریخ ۸ ژوئن ۲۰۰۳ میلادی انجام داد. ماساشی ناکایاما در بازی‌های ملی‌اش
۲۱ گل به ثمر رساند.